# Юп Галл
Юп Галл (нід. Joop Gall, 25 грудня 1963, Хогезанд-Саппемер) — нідерландський футбольний тренер, у минулому — футболіст.

## Ігрова кар'єра
Галл провів усю свою кар'єру, граючи за три команди з півночі Нідерландів: «Гронінген», «Вендам» та «Геренвен». Завершив ігрову кар'єру в 1999 році після третього періоду виступів за «Вендам». Всього за 16 сезонів в професійному футболі провів за ці клуби 383 матчів, в яких забив 36 голів.

## Тренерська робота
Першим тренерським досвідом Юпа стала аматорська нідерландська команда «Де Вогелс», після чого з 2000 по 2005 року був асистентом чотирьох поспіль головних тренерів у «Геренвені».
Улітку 2005 року очолив «Вендам», де пропрацював шість сезонів у Еерстедивізі і у 2011 році перейшов на роботу в «Гоу Егед», що виступав у цьому ж дивізіоні. Проте вже в березні 2012 року Галл був звільнений з посади, коли його клуб перебував на низькому 11-му місці.
У липні 2012 року Галл очолив ще один колектив з Еерстедивізі — «Еммен», де пропрацював три сезони і покинув команду влітку 2015 року.
У травні 2016 року увійшов до тренерського штабу дніпродзержинської «Сталі», підписавши з нею дворічний контракт. Тут він став працювати під керівництвом свого співвітчизника Еріка ван дер Мера, разом з яким грав у «Вендамі» в 1997—1999 роках. 10 серпня 2016 року офіційно очолив кам'янський клуб, але вже взимку 2016/17 залишив «Сталь» за обопільною згодою.